# Kelme
|  | No s'ha de confondre amb Kelme (equip ciclista). |

Kelme és una marca valenciana de roba i equipaments esportius amb seu central a Elx (Baix Vinalopó). Va néixer el 1977 de la mà dels germans Diego Quiles i José Quiles. El seu logotip està representat per una grapa.
Des de l'any 2002, quan la Generalitat Valenciana governada pel Partit Popular li va lliurar un crèdit de nou milions d'euros per evitar la seva fallida, Kelme està vinculada a aquesta institució.
Té una forta projecció internacional, comptant amb oficines i magatzems a Europa (Alemanya, Benelux, Itàlia, Xipre i Espanya); a Amèrica (Estats Units d'Amèrica, Panamà, Xile, Argentina i Brasil), i en altres estats com la República de Moldàvia, el Japó, Rússia i Belarús.

## Patrocinis esportius
El 1980 es va crear l'equip ciclista Kelme, que va estar dirigit per José Quiles fins al 2004, quan es va fer càrrec del mateix el Consell de la Generalitat Valenciana. Va arribar a convertir-se en el conjunt degà del pilot internacional i els seus èxits esportius van ser nombrosos.
Els Jocs Olímpics d'Estiu de 1992 van suposar un gran aparador per a la marca, ja que durant aquest esdeveniment va ser proveïdor oficial de l'Equip Olímpic Espanyol.

### Futbol
Equips de futbol que ha proveït Kelme en les seves equipacions:
- Espanya
  - Reial Oviedo (1990/91; 1991/92; 1992/93)
  - Reial Valladolid (1993/94; 1994/95; 1995/96; 1996/97; 1997/98; 1998/99)
  - Reial Madrid (1994/95; 1995/96; 1996/97; 1997/98)
  - Elx Club de Futbol (1994/95; 1995/96; 1996/97; 1997/98; 1998/99; 2018/2019)" 
  - Albacete Balompié (1998/99; 1999/00; 2000/01; 2001/02; 2002/03)
  - Manchego Ciudad Real CF (1998/99; ¿?)
  - Aurrerá Vitoria (1998/99; ¿?)
  - UD Melilla (1998/99; ¿?)
  - Vila-real Club de Futbol (1999/2000; 2000/01; 2001/02; 2002/03; 2003/04; 2004/05)
  - Novelda CF
  - Vila Joiosa CF
  - Deportivo Alavés (2006/07; 2007/08)
  - Club de Futbol Extremadura(1996/97; 1997/98; 1998/99; 1999/2000; 2000/01; ¿?
  - Recreativo de Huelva (1996/97; 1997/98; 1998/99; 1999/2000; 2000/01; 2001/02; 2002/03; 2003/04)
  - Granada Club de Fútbol (1996/97; 1997/98; 1998/99)
  - Gimnàstic de Tarragona (1996/97; 1997/98; 1998/99)
  - C.F. Ciutat de Múrcia (1999/2007)
  - Reial Múrcia (1996/97; 1997/98; 1998/99; 1999/00; 2000/01; 2001/02)
  - Cadis Club de Futbol (1996/97; 1997/98; 1998/99; 1999/00; 2000/01; 2001/02; 2002/03; 2003/04; 2004/05; 2005/06; 2006/07; 2009/10)
  - Unión Popular de Langreo (1996/97; ¿?)
  - Unió Esportiva Figueres (1996/97; ¿?)
  - Real Jaén Club de Fútbol (1997/97; ¿?)
  - Málaga Club de Fútbol (1997/98; 1998/99; 1999/00; 2000/01)
  - Benidorm Club Esportiu (1997/98; ¿?)
  - Asociación Deportiva Ceuta (1997/98; ¿?)
  - Reial Club Deportiu Mallorca (1997/98; 1998/99; 1999/00)
  - Hèrcules Club de Futbol (2001/02; 2002/03; 2003/04; 2004/05; 2005/06; 2006/07; 2007/08)
  - CD Linares (2008/09)
  - Rayo Vallecano de Madrid SAD "(2018/2019)".
- Portugal
  - Sport Lisboa e Benfica (1997/98; 1998/99 1999/2000 2000/01 2001/02 2002/03 2003/04 2004/05)
  - Futebol Clube do Porto (1998/99; 1999/2000 2000/01)
- Argentina
  - Joventut Antoniana (1999/2000)
  - Club Atlético Lanús (1999/2000)
  - Club Atlético San Martín (San Juan) (1999 - 2000)
- Bèlgica
  - Royal Excelsior Mouscron (1997/98; 1998/99; 1999/2000)
  - Kv Turnhout (1997/98; 1998/99)
- Japó
  - Komazawa (1997/98; 1998/99)
- Itàlia
  - Torino FC (1996/97; 1997/98; 1998/99; 1999/00; 2000/01)
  - Football Club Messina Peloro (1997/98; ¿?)
  - Associazione Sportiva Casale Calcio (1997/98; ¿?)
- Xile
  - Club de Deportes Cobreloa (2007)
- Països Baixos
  - Sparta Rotterdam (2006/07 - ¿?)
- Veneçuela
  - Real Esppor Club (2010)
- Selecció de futbol de Kuwait (1998/2000; 2000/2002)
- Selecció de futbol d'Emirats Àrabs Units (1998/2000)

Durant la seva història ha patrocinat jugadors com a Iván Luis Zamorano, Javier Moreno Varela, Víctor Sánchez del Amo i Raúl Bravo Sanfélix o Oleguer Presas i Renom. En relació amb aquest últim, el 8 de febrer de 2007, l'empresa va anunciar el trencament del contracte que els unia a causa d'unes declaracions seves en què qüestionava la independència judicial i l'Estat de Dret espanyol referint-se a la situació del pres etarra Iñaki de Juana Chaos, autor de 25 assassinats. Aquest fet va propiciar tant un boicot contra la marca per part d'alguns sectors catalans i bascs, com mostres de suport a l'empresa per part d'altres sectors de la societat espanyola.
Així mateix, Kelme dona suport a altres esports, com el futbol sala, l'atletisme o el piragüisme.

## Seccions esportives
Kelme allotja o ha allotjat diversos clubs esportius, com el Kelme Club de Futbol, l'equip professional de ciclisme Kelme o el Kelme Club de Tennis.